# Годзішув (Сілезьке воєводство)
Годзішув (пол. Godziszów) — село в Польщі, у гміні Голешув Цешинського повіту Сілезького воєводства.
Населення — 609 осіб (2011).
У 1975-1998 роках село належало до Бельського воєводства.

## Демографія
Демографічна структура станом на 31 березня 2011 року:
|          | Загалом | Допрацездатний вік | Працездатний вік | Постпрацездатний вік |
| -------- | ------- | ------------------ | ---------------- | -------------------- |
| Чоловіки | 290     | 59                 | 200              | 31                   |
| Жінки    | 319     | 65                 | 183              | 71                   |
| Разом    | 609     | 124                | 383              | 102                  |